# Livre de Zhou
Le livre de Zhou (周書/周书 ; pinyin Zhōu Shū) est l'histoire officielle de la dynastie Zhou du Nord Chinoise/Xianbei. Il compte parmi les vingt-quatre histoires officielles de la Chine impériale. L'ouvrage, compilé par l'historien Linghu Defen (en) de la dynastie Tang, a été achevé en 636. Il se compose de 50 chapitres dont certains ont été perdus et remplacés par d'autres sources.
Le livre est critiqué pour avoir tenté de glorifier les ancêtres des officiels de la dynastie Tang de cette période.